# 醫學院

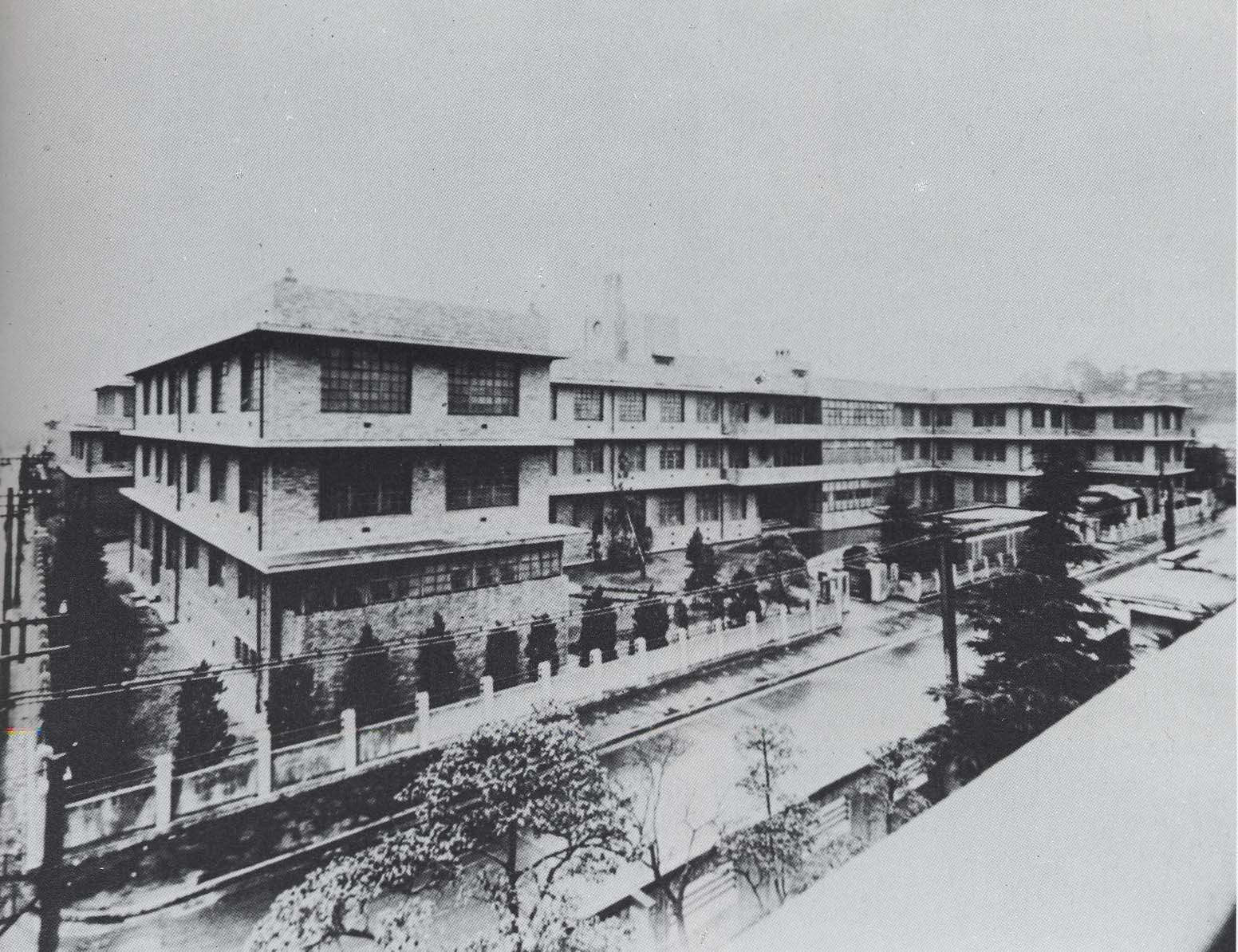
1934年的東京慈惠会医科大學

醫學院是高等教育體制下的一個學院，課程安排主要是以培養和醫學相關專門人才和研究人員為目的。醫學院的科系和研究所，大致可分為臨床醫學和基礎醫學。
臨床醫學部分包括了醫學系、中醫學系、牙醫學系、藥學系、語言病理學、聽力學、護理系、醫技系、物理治療學系、職能治療學系、呼吸治療學系、營養學系、公共衛生學系、醫學影像暨放射科學系等，以培養醫生、藥師、醫檢師、護理師、物理治療師、職能治療師、語言治療師、呼吸治療師、聽力師、營養師與醫事放射師等直接與維護人類生命安全有關職業的人才。有些藥學系在大學中會獨立成為藥學院，也有營養學系在大學中獨立成為營養學院，例如臺北醫學大學營養學院。
基礎醫學部分主要以培養醫學方向的研究人才為主，研究的主要方向包括解剖學、生理學、病理學、毒理學、免疫學、微生物學、細胞生物學、分子生物學、生物化學、藥理學以及神經生物學等。
医学院会颁发医科或研究课程的学位。其入学要求在每个地区都有不同。美国及加拿大几乎所有的医学院都需要申请者先取得一个学士
学位方能报读，而英国及其他大部分地区的医科课程则是开放给高中毕业生申请。在很多地区，入读医学院的竞争一般都很大，很多医学院的收生要求都很高。

## 办学模式

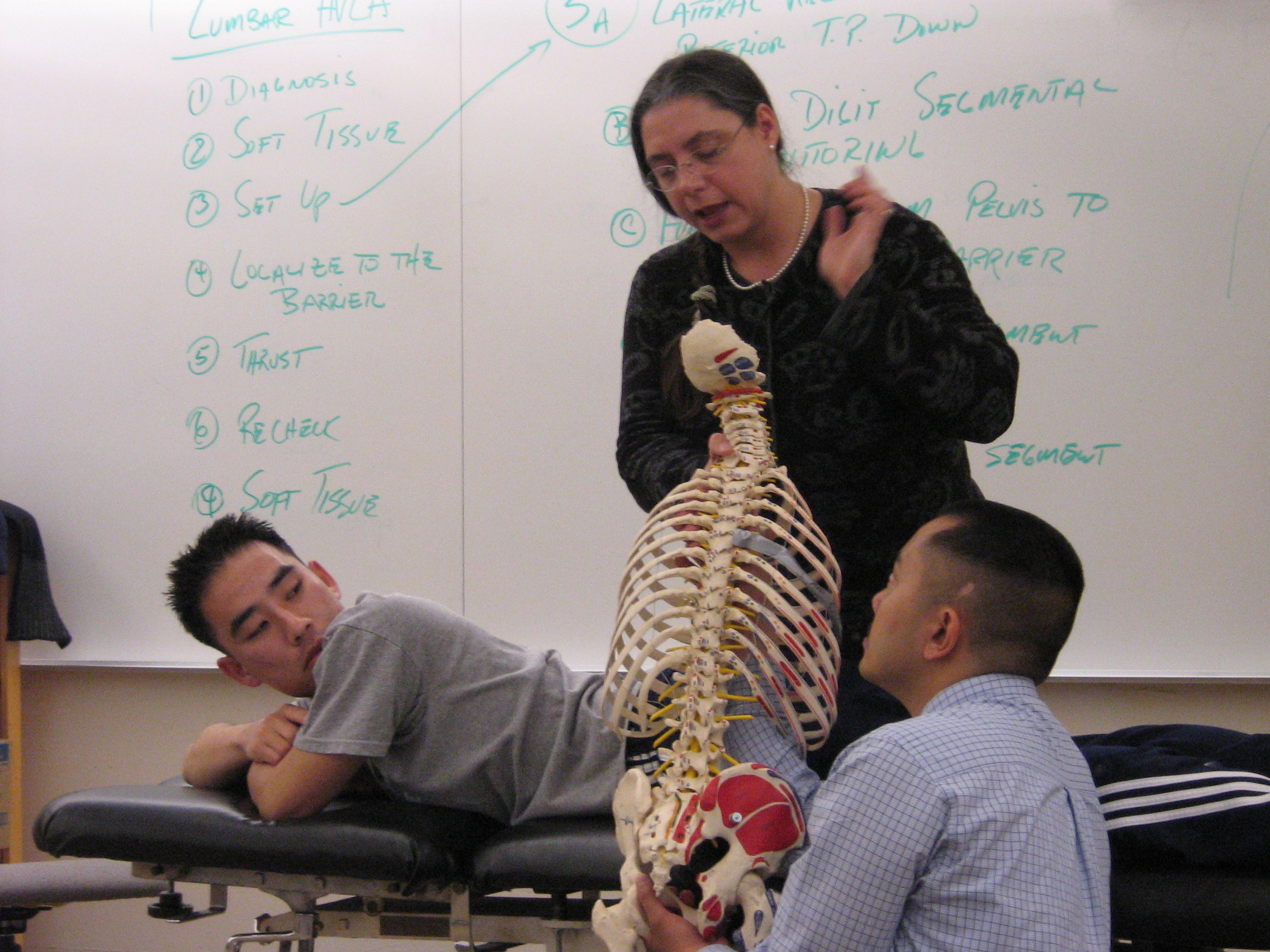
骨科教學

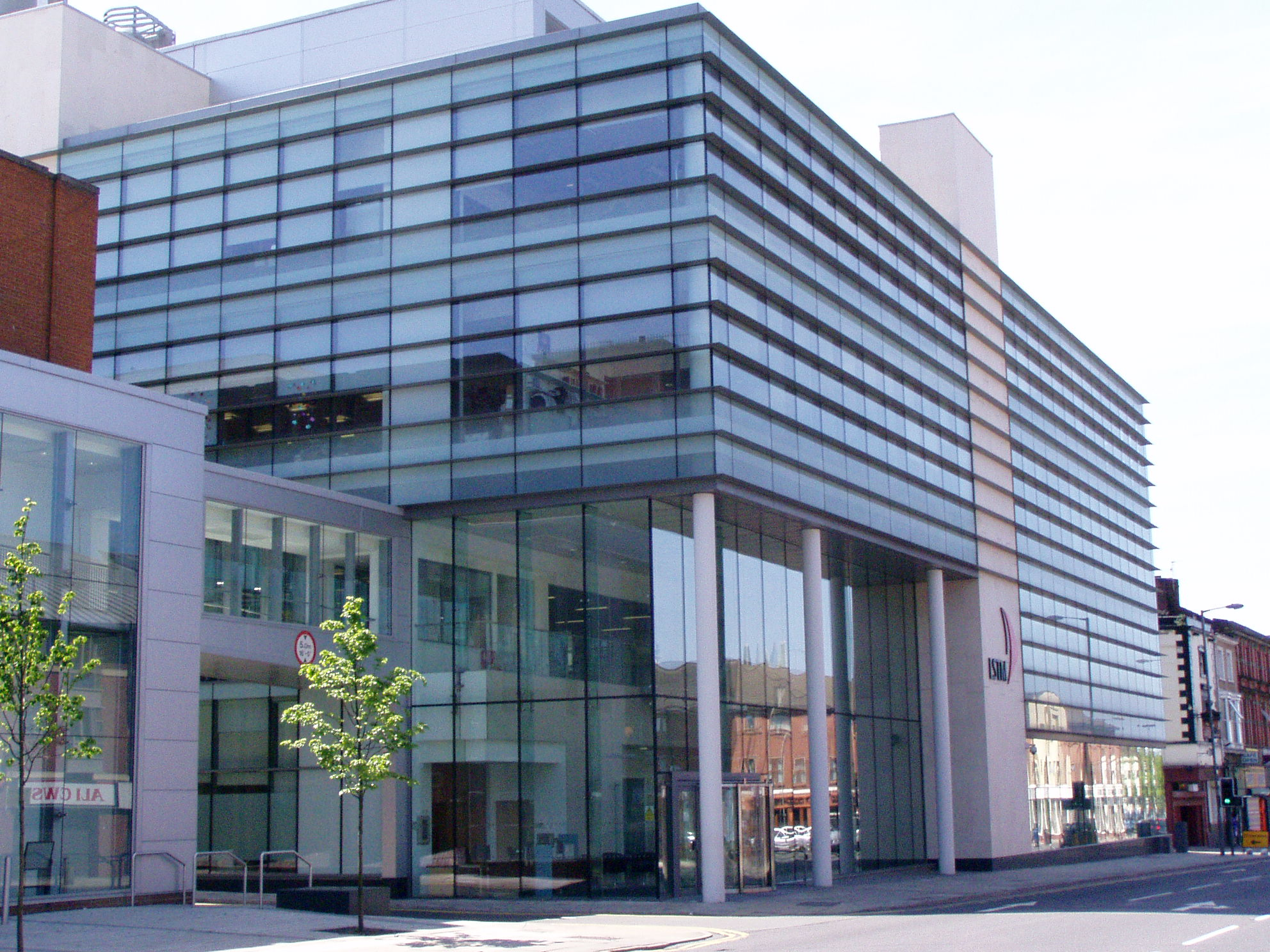
利物浦醫學院

世界权威的《戈门报告》指出：“国际上一流的综合性大学都有医学院，而高水準的医学院都在综合性大学”。加拿大大学排名有医学博士类院校排名；中国大陸自从2000年以后医学院多数也是挂靠在重点大学下的。

### 歷史
唐朝的医疗行政机构叫太医署，它采取政教合一的政策，既是医务行政机构，又是医学教育机构，可能是世界上最早的医学院。

## 醫學生
為了成為一名醫生，由醫學院錄取並參加醫學教育計劃的人，稱為「醫學生」。一般認為醫學生處於醫學職業道路的最早階段。在某些地區，他們必須在政府機構註冊。
醫學生在醫學院期間基礎科學和臨床課程皆需學習。各國的課程結構和時長差異很大。